# Takydromus intermedius
Espèce
Takydromus intermedius est une espèce de sauriens de la famille des Lacertidae.

## Répartition
Cette espèce est endémique de Chine. Elle se rencontre au Sichuan et au Yunnan.

## Publication originale
- Stejneger, 1924 : Herpetological novelties from China. Occasional Papers of the Boston Society of Natural History, vol. 5, p. 119-121 (texte intégral).